# カイル・イーストウッド
カイル・イーストウッド（Kyle Eastwood, 1968年5月19日 - ）は、アメリカカリフォルニア州ロサンゼルス出身、フランス・パリ在住のベーシストで、作曲家、映画音楽作家。
父親は、俳優・映画監督として知られるクリント・イーストウッドであり、ジャズ愛好家でもあるクリントの影響で、ミュージシャンになった。また作曲家として、クリントが手がける映画の音楽を担当してもいる。母親はマギー・ジョンスン、同母妹にモデル・俳優のアリソンがいる。マギーは1985年に離婚しており、複数の異母弟妹がいる。異母弟妹の一人は女優のフランシス・フィッシャーの娘で、弟に俳優のスコット・イーストウッドがいる。

## ディスコグラフィ

### スタジオ・アルバム
- 『フロム・ゼア・トゥ・ヒア』 - From There to Here (1998年、Sony)
- 『パリス・ブルー』 - Paris Blue (2004年、Rendezvous/Candid)
- 『ナウ』 - Now (2006年、Rendezvous/Candid)
- 『メトロポリタン』 - Metropolitain (2009年、Rendezvous/Candid)
- 『ソングス・フロム・ザ・シャトー』 - Songs from the Chateau (2011年、Rendezvous/Candid)
- 『ビュー・フロム・ヒア』 - The View from Here (2013年、Jazz Village)
- 『タイム・ピーセス』 - Time Pieces (2015年、Jazz Village)
- 『イン・トランジット』 - In Transit (2017年、Jazz Village)
- 『シネマティック』 - Cinematic (2019年、Jazz Village)
- 『イーストウッド・シンフォニック』 - Eastwood Symphonic (2023年、Discograph)

### コンピレーション・アルバム
- 『プレミアム・ベスト～キャンディド・イヤーズ2004～2011』 - Candid Kyle (2016年、Candid)

### サウンドトラック・アルバム
- 『硫黄島からの手紙 オリジナル・サウンドトラック』 - Letters from Iwo Jima (2006年、Milan/Warner)
- Rails & Ties (2007年、New Line/Sony)
- 『インビクタス/負けざる者たち オリジナル・サウンドトラック』 - Invictus (2009年、Candid)

## フィルモグラフィ

### 作曲家、演奏家、編曲家
- 『ルーキー』 - The Rookie (1990年) ※「Red Zone」作曲 with マイケル・スティーヴンス
- 『心の旅』 - Regarding Henry (1991年) ※演奏（クレジットなし）
- 『ミスティック・リバー』 - Mystic River (2003年) ※「Cosmo」「Black Emerald Blues」作曲 with マイケル・スティーヴンス
- 『ミリオンダラー・ベイビー』 - Million Dollar Baby (2004年) ※「Boxing Baby」「Solferino」「Blue Diner」作曲 with マイケル・スティーヴンス
- 『硫黄島からの手紙』 - Letters from Iwo Jima (2006年) ※作曲 with マイケル・スティーヴンス
- 『父親たちの星条旗』 - Flags of Our Fathers (2006年) ※アレンジャー
- 『レールズ＆タイズ』 - Rails & Ties (2007年) ※音楽
- 『チェンジリング』 - Changeling (2008年) ※アレンジ
- 『グラン・トリノ』 - Gran Torino (2008年) ※作曲 with マイケル・スティーヴンス
- 『インビクタス/負けざる者たち』 - Invictus (2009年) ※作曲 with マイケル・スティーヴンス
- 『J・エドガー』 - J. Edgar (2011年) ※「Red Sails in the Sunset」「I Only Have Eyes for You」作曲
- 『ホームレス ニューヨークと寝た男』 - Homme Less (2014年) ※作曲 with マット・マクガイア

### 俳優
- 『アウトロー』 - The Outlaw Josey Wales (1976年) ※ジョージー・ウェールズの息子（クレジットなし）
- 『ブロンコ・ビリー』 - Bronco Billy (1980年) ※オーファン（クレジットなし）
- 『センチメンタル・アドベンチャー』 - Honkytonk Man (1982年) ※ホイット
- 『ルーキー』 - The Rookie (1990年) ※アッカーマン家のパーティのバンド・メンバー（クレジットなし）
- 『マディソン郡の橋』 - The Bridges of Madison County (1995年) ※ジェームズ・リヴァース・バンド
- 『夏時間の庭』 - L'Heure d'été (2008年) ※ジェームズ
- 『J・エドガー』 - J. Edgar (2011年) ※「ストーク・クラブ・バンド」のジャズ奏者